# Los Brincos
Los Brincos són un grup musical espanyol fundat en la dècada dels 60 i que perviuen en l'actualitat.

## Història
El grup es va crear en 1964. Els seus components van ser Fernando Arbex, Manuel González, Juan Pardo i Antonio Morales, Junior. Van ser coneguts com «Els Beatles espanyols», per aquest motiu el nom del grup s'assembla fonèticament al de la banda anglesa. Al principi es va pensar a batejar al grup Las Ovejas Negras. Tots els discos de la seva primera etapa van ser número u en les llistes espanyoles.
Los Brincos van néixer a instàncies de la discogràfica espanyola Zafiro, que va tractar de repetir a Espanya l'èxit de les bandes del beat britànic, formant un conjunt que conjuminés les característiques del beat britànic amb la personalitat espanyola. Luis Sartorius va ser l'encarregat de reclutar els membres del grup, procedents de bandes pioneres del pop espanyol, com Los Estudiantes i Los Pekenikes. Sartorius va morir poc abans del llançament, però ja havia assentat les bases d'un projecte que va tenir la seva plasmació en l'estudi gràcies a la producció de Mariní Callejo, que havia format part de Los Brujos i amb el temps seria considerada com una de les grans productores del pop melòdic espanyol dels 60 i 70.
Segons Jesús Ordovás, Los Brincos no tocaven realment en els seus propis enregistraments, sinó que eren substituïts per altres músics. En realitat ells mateixos tocaven en l'estudi, però la llegenda mai es va poder canviar. També va suposar un altre moment polèmic pel grup quan va ser denunciat per plagi d'un dels seus temes ("Sola") l'any 1965. Diverses revistes de l'època, com Diez Minutos, Fonorama o Disco Express es van fer ressò de la notícia.
Juan Pardo i Antonio Morales es van separar dos anys més tard per formar el duo Juan y Junior. Els nous Brincos es van recompondre sota el lideratge d'Arbex, amb les entrades de Ricky Morales i Vicente Jesús Martínez, procedents tots dos del grup Los Shakers.
Més tard Vicente Martínez també va abandonar la formació i el va substituir Miguel Morales, germà de Junior i de Ricky. L'última formació, a instàncies d'Arbex, es va anar decantant cap a un rock més psicodèlic, que en aquells anys estava desbancant de les preferències juvenils al beat. Així van gravar el disc conceptual Mundo, demonio, carne també editat en anglès com World, Devil, Body. La seva discreta recepció els va decidir a dissoldre el grup. Arbex formaria aviat Alacrán i posteriorment Barrabás.
En els anys 2000 van tornar a aparèixer Los Brincos, aquesta vegada de la mà de Fernando Arbex i Miguel Morales. Es dediquen a tocar els seus grans èxits en diferents gal·les i festivals.
El 5 de juliol de 2003 va morir, a l'edat de 62 anys, Fernando Arbex.

## Discografia
- Los Brincos (1965). (Reeditat en CD en 2001, BMG)
- Brincos II (1966).
- Contrabando (1968) — produït per Larry Page.
- Mundo, demonio y carne (1970).
- World, Evil & Body (1970) — versió en anglès de l'anterior amb alguns temes diferents)
- Eterna juventud (2000).

## Algunes de les cançons més conegudes
- "Baila la pulga" (1965).
- "Flamenco" (1965).
- "Sola" (1965).
- "Tú me dijiste adiós" (1965).
- "Mejor" (1966).
- "Renacerá" (1966).
- "Un sorbito de champán" (1966).
- "Lola" (1967) (cançó gravada després que Juan y Junior abandonessin el grup).
- "Nadie te quiere ya" (1968).